# Río Tambo
Le río Tambo est une rivière du Pérou qui fait partie du bassin amazonien et une des deux branches mères de l'Ucayali.

## Géographie
Le río Tambo naît de la confluence (11° 09′ 56″ S, 74° 14′ 07″ O) du río Perené et du río Ene, près de la localité de Puerto Prado, à 400 m au-dessus du niveau de la mer.
Le cours de la rivière est orienté vers l'est pendant 70 km au sud-est du Gran Pajonal puis vers le nord. Sa longueur est de 159 km, mais elle atteint 1 000 km en comptant le río Ene et le río Apurímac qui constituent en fait le cours moyen et le cours supérieur du même cours d'eau. Il arrive, du reste, que l'on désigne cette rivière tout entière sous le seul nom d'Apurimac.
Le río Tambo conflue avec le río Urubamba près de la ville d'Atalaya (10° 41′ 57″ S, 73° 45′ 22″ O), à 287 m au-dessus de la mer, pour former le río Ucayali. Ses affluents sont très courts, le plus important est le río Poyeni (60 km).
Le système Tambo-Ene-Apurímac est plus long que l'Urubamba, son bassin est deux fois plus vaste, et son débit moyen est le plus souvent (mais pas toujours) considéré comme plus important, ce système est donc considéré comme la branche mère hydrologique de l'Ucayali, qui est lui-même reconnu comme la branche mère (par la longueur) de l'Amazone.